# Heerlijkheid (bestuursvorm)

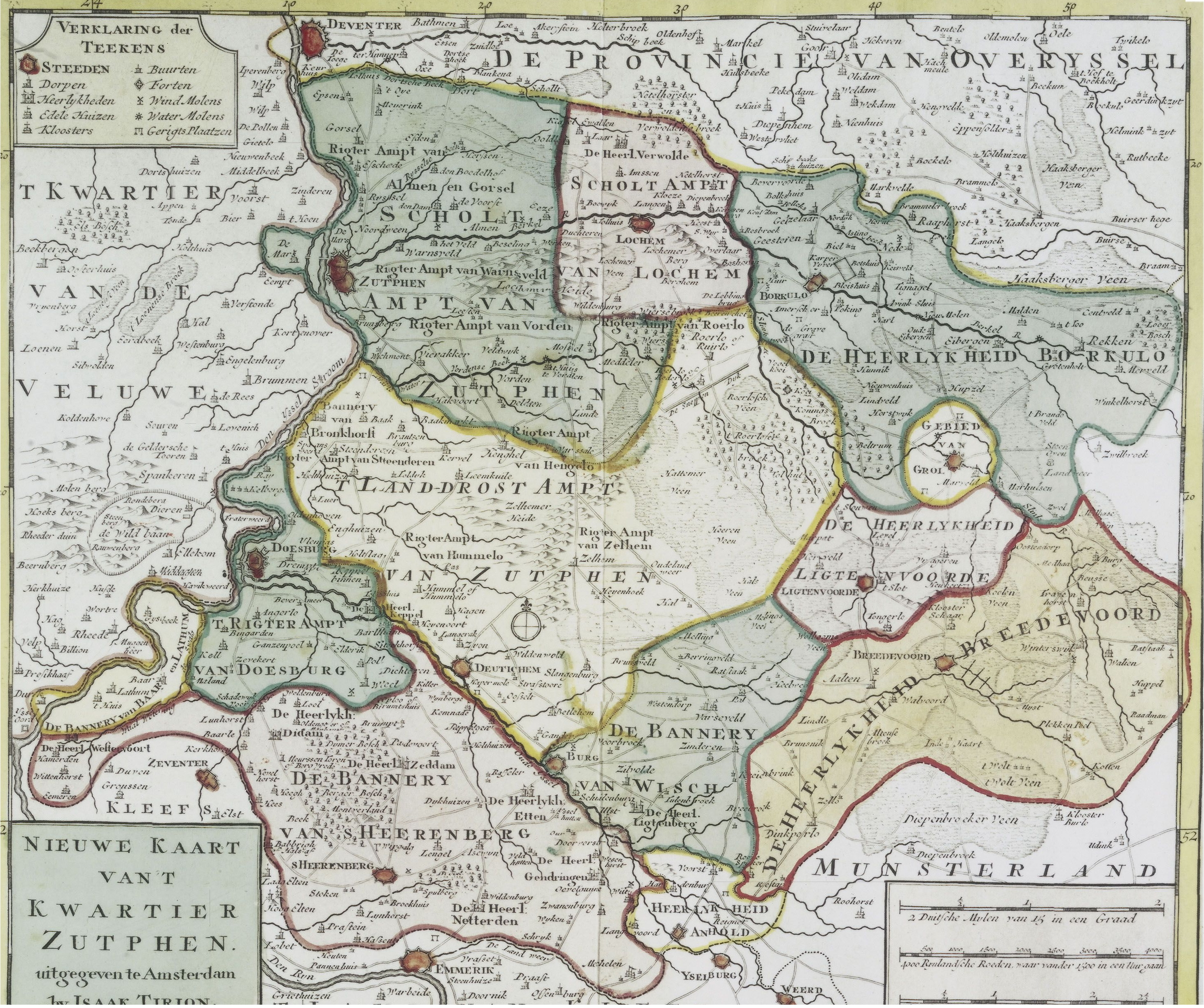
Het graafschap Zutphen in 1757 met de heerlijkheden Borculo (Borkeloo), Bredevoort (Breedevoord), Lichtenvoorde (Ligtenvoorde) en Anholt (Anhold).

Een heerlijkheid was een vorm van hofstelsel. Het was tijdens het ancien régime het grondgebied waarbinnen een heer in eigen naam zijn gezag uitoefende over alle bewoners, en dus niet als ambtenaar of als vertegenwoordiger van het centrale landsbestuur. De heer oefende zowel bestuurlijke, juridische als economische rechten uit. De heerlijke rechten behoorden tot zijn persoonlijk bezit en konden bijgevolg vererfd, verleend, verkocht en verpand worden. Wel diende de heer als onderdaan van een graafschap, hertogdom, koninkrijk of keizerrijk de soevereine rechten te erkennen van zijn vorst. Vaak behoorde hij tot de leenmannen van de vorst, maar niet alle heren waren vazallen van de landsheer. Naast het bestuur over een gebied had de heer ook meestal gebruiksrechten en had hij verplichtingen aan de landsheer, zoals afdracht van een deel van de opbrengsten en het leveren van militaire bijstand bij oorlogsvoering. Zij hielpen de vorst bij het uitoefenen van zijn centraal gezag. Anderzijds kon de heer zijn lokale machtspositie versterken dankzij de steun van hogerhand.  

## Heerlijkheid
De centrale persoon van de heerlijkheid was de bezitter van die rechten en verplichtingen: de heer, vrijheer of erfheer (of vrouwe, vrijvrouwe of erfvrouwe). Het Latijnse woord voor heer, dominus, werd ook wel gebruikt. De heren fungeerden als leenman van een hogere heer. Deze hogere heer kon een hoge edelman zijn, die zelf weer als leenman optrad namens een koning of keizer.
Veel heerlijkheden waren in handen van de hogere klassen, later de adel. Ook regenten schaften heerlijkheden aan, zij voegden dan vaak de naam van de heerlijkheid aan hun achternaam toe, zoals de geslachten Bicker van Swieten, Deutz van Assendelft, de Roy van Zuydewijn en Six van Oterleek. Hiernaast waren veel heerlijkheden in handen van steden. De steden kochten heerlijkheden om zeggenschap te krijgen over het grondgebied rond de stad, bijvoorbeeld om te voorkomen dat de stad economische schade zou ondervinden van tolheffingen. Kleinere steden konden daarentegen ook zelf een heerlijkheid zijn in handen van een adellijke familie, zoals Bergen op Zoom (Huis Glymes e.a.), Breda en Diest (Huis Nassau), Diksmuide (Huis Bergh e.a.), Deinze (Huis Merode), Eeklo (Della Faille) en Hoogstraten (Huis Lalaing).

## Leenstelsel
Tot het einde van het ancien régime, een periode vanaf de late middeleeuwen tot aan de Franse Revolutie van 1789, maakten in sommige streken de dorpen bestuurlijk deel uit van een heerlijkheid. De heerlijkheden waren een uitvloeisel van het leenstelsel, met name het in leen geven van de rechtsmacht door de vorst. Deze gaf zijn bestuurlijk en juridisch recht in leen aan een leenman, vaak als beloning aan een militaire of politieke medestander of vertrouweling van de machthebber. De heer beschikte dus meestal over geheel of een deel van het overstijgend koninklijk gezag, bijvoorbeeld als graaf of hertog. Er waren ook zogenaamde vrije heerlijkheden: allodiale enclaves of eigengoederen in volledige eigendom van domeinheren die geen "leenhulde" was verschuldigd aan een graaf.
Omdat lenen ontstonden uit krijgsdienstcontracten tussen een vazal en zijn suzerein (veelal manschap genoemd), was een leen steeds persoonsgebonden. Door de opkomst van professionele legers, kwam dit manschap in onbruik of werd vervangen door oorlogsbelastingen. De persoonsgebondenheid van het leen bleef evenwel voortbestaan. Dit had onder andere tot gevolg dat bij het overlijden van een leenman het leen in principe terugviel aan de leenheer. De eerstgeboren erfgenaam kon de heerlijkheid evenwel behouden, door een procedure van "leenhulde" te volbrengen aan het soevereine leenhof. De nieuwe leenman diende dan een (symbolische) som geld aan zijn leenheer te betalen (het "leenverhef"). Dezelfde verhefprocedure diende ook gevolgd te worden bij verkoop van een heerlijkheid.
Indien er geen rechtstreekse afstammeling was, konden aanverwanten een recht van naderschap uitoefenen, wat verklaart waarom heerlijkheden eeuwenlang in eenzelfde familiestam verankerd bleven.

## Heerlijke rechten
Binnen de heerlijkheid kon de heer gerechtigd zijn om lokale dienaren en gezagsdragers (zoals een meier, baljuw of schout) te benoemen. Deze personen voerden functies uit die nu een burgemeester, politiecommissaris en kantonrechter uitvoeren. Bestuur, rechtspraak en handhaving golden als een belangrijke rechten, aangezien dit inkomsten (uit belastingen, rechtspleging en boetes) met zich mee bracht. 
De heer had weliswaar het recht om zelf als schout op te treden, maar veelal lieten de heren zich vertegenwoordigen door een door hen benoemde schout. Door de controle over het schoutsambt en de lokale rechtspraak, kon de heer zich in 'zijn' heerlijkheid als een kleine potentaat gedragen. Er bestonden nochtans tal van beperkingen. 
Er waren heerlijkheden met hoge, middelbare en lagere rechtsmacht. Veelal beschikte de heer slechts over de lagere of middelbare jurisdictie. Criminele zaken waar zware geldboeten en lijfstraffen op stonden vielen onder de hogere jurisdictie die door grafelijke of hertogelijke ambtenaren werd waargenomen (hoofdschout, hoofdmeier, drossaard, amman). Bovendien diende de heer zich steeds te gedragen naar het plaatselijke (gewoonte-)recht.

### Overzicht van diverse heerlijke rechtsmachten
- De hoge jurisdictie was het recht op het veroordelen tot en doen voltrekken van de doodstraf en lijfstraffen.
- De middelbare jurisdictie hield in het recht op uitvoering van gewone criminele en civiele rechtspraak met lagere boetes.
- De lagere jurisdictie hield in de bevoegdheid tot het uitoefenen van notariële taken zoals opmaken van testamenten, verdeling van erfenissen, en opstellen van verkoopaktes.

Boetes en voor de rechtskundige handelingen vereiste bedragen kwamen toe aan de heer. Van ter dood veroordeelden kon het bezit in beslag worden genomen.
De heerlijke rechten verschillen per heerlijkheid. Heerlijke rechten kunnen zowel toekomen aan de heer als aan de heerlijkheid. Vaak voorkomende rechten zijn:
- Het benoemingsrecht, recht van de heer om bepaalde functionarissen te benoemen, zoals de schout of drost, de leden van het gerecht, schepenen, vorster, Heilige Geestmeesters en kerkmeesters, de koster, doodgraver, voorzanger, schoolmeester en schipper.
- Het cijnsrecht, recht van de heerlijkheid om grondbelasting te heffen. Aan iedere heerlijkheid was een cijnshof verbonden. Cijnsrecht is vergelijkbaar met de hedendaagse onroerendezaakbelasting.
- Pachtgelden, het recht om pacht te innen voor het gebruik van landbouwgronden binnen het gebied van de heerlijkheid.
- Tiendrecht (tienden), jaarlijks moest 10% van de opbrengst van de landbouw afgedragen worden aan de heerlijkheid. Voor het leenstelsel ging de opbrengst naar de kerk. Begin 20ste eeuw is het recht afgekocht door de overheid.
- Het collatierecht, het recht van de heer om een geestelijke, een pastoor of een dominee te benoemen.
- Recht van Herenbank, de heer en zijn familie had recht op een bevoorrechte plaatst in de kerk.
- Recht op de dode hand (mortemain), belasting op de nalatenschap van een ingezetene, meestal 5% van de verkoopwaarde van het onroerend goed. Sommige heren mochten het beste stuk uit de persoonlijke bezittingen kiezen. Het kwam ook voor dat dit recht verbonden was aan de heerlijkheid.
- Banrecht of banaliteiten, de ingezetenen van de heerlijkheid zijn verplicht om gebruik te maken van de banale molen, de banale brouwerij of het banpaanhuis of andere voorzieningen en de gevraagde prijs er voor te betalen.
- Het windrecht, recht om een molen te laten bouwen en zo het recht van de wind te gebruiken.  Afgeleid van het regaal op de wind.
- Tolrecht, Aan de grenzen van de heerlijkheden werd tol geheven. Wegentol en tol bij passage van personen.
- Het jachtrecht, het recht van de heer om te jagen binnen de heerlijkheid met uitsluiting van anderen. Hij mocht het recht ook verpachten.
- Het visrecht, het recht om te vissen binnen de heerlijkheid en het verpachten van dat recht.
- Alleenrecht op het houden van duiven en het plaatsen van bijenkorven.
- Het marktrecht, het recht om binnen de heerlijkheid markten te houden. De heer moest toestemming geven voor de markt en inde daar een vergoeding voor.
- Het muntrecht,
- Het recht van de gruit, accijns op het brouwen van bier.
- Het recht van houtschat, inhoudende 1/10 van het hout dat in de bossen werd gekapt.
- Het veerrecht, recht om, als enige, personen en goederen te mogen overzetten in een bepaald gebied. Afgeleid van het regaal op de stroom.
- Recht turf af te steken of klei af te graven, recht tot het delven van de grondstoffen turf en klei.
- Recht van zwanendrift, het recht om zwanen te houden en te vangen.
- Recht van eendenkooi, recht om eenden te vangen en te bejagen met een eendenkooi. Het kooikersrecht.
- Recht van duivenvlucht, recht om een duiventil te houden.
- Grafrecht, het recht om begraven te worden in de kerk.
- Recht van aanwas, het recht om aangeslibde grond door inpoldering tot eigendom te maken. Dit recht geldt voor heerlijkheden aan zee of aan een rivier.
- Strandrecht, het recht op aangespoelde goederen.

## Inkomsten
Aan een heerlijkheid waren allerlei economische en zakelijke rechten verbonden, waarbij de heer recht had op een belasting of heffing:
- Onroerende belastingen: Aan vrijwel iedere heerlijkheid was er een cijnshof verbonden, waaraan iedere cijnsplichtige (dat wil zeggen de vruchtgebruiker van een grondstuk binnen de heerlijkheid) een belasting moest afdragen die in verhouding stond tot de oppervlakte van het grondstuk. Dit cijnsgeld is te vergelijken met de hedendaagse onroerende zaak belasting. Omdat het bedrag van de cijns niet inflatiegebonden was, werd zij doorheen de tijden vrijwel verwaarloosbaar.
- Pachtgelden: De belangrijkste inkomstenbron van een heerlijkheid was wellicht het pachtgeld van grondstukken die als landbouwareaal deel uitmaakte van de heerlijkheid.
- Transactietaksen: Bij de verkoop van een grondstuk binnen de heerlijkheid had de heer recht op een transactietaks (orde van grootte: 5 % op de verkoopsom). In sommige streken noemt men dit recht de pontpenningen.
- Heffing op nalatenschappen (keurmede): Veelal beschikte de heer over het zogenoemde recht van de dode hand. Dit is een belasting op de nalatenschap van de ingezetenen, meestal met een grootorde van 5% op de verkoopwaarde van het onroerend goed. Soms had de heer ook het recht om het beste stuk uit de persoonlijke bezittingen te kiezen. Afhankelijk van de streek noemde men dit recht "beste kateil" of "beste hoofd" (mooiste dier uit de veestapel), "hoogstoel" (dat wil zeggen het mooiste meubel uit de inboedel), etc. Dikwijls was er ook een bijzondere heffing voorzien op de nalatenschap van vreemdelingen, inwijkelingen en bastaarden.
- Tolgelden: aan de grenzen van heel wat heerlijkheden mocht tol worden geheven, hetzij als een soort wegentol, maar ook als belasting van de doorvoer van specifieke grondstoffen (zout bijvoorbeeld) en passage van personen.
- Banrechten: de ingezetenen waren verplicht gebruik te maken van bepaalde infrastructuur die bij de uitbating van de heerlijkheid behoorde. Een typisch voorbeeld is een banmolen: de landbouwers waren verplicht zich bij deze molen (water- of windmolen) aan te bieden om hun graan te laten malen, uiteraard met een bepaalde vergoeding aan de heer (of in zijn plaats, aan de pachter van de molen).
- Vorstelijke rechten: windrecht, visrecht, marktrecht waren vorstelijke privileges, doch die dikwijls in leen werden gegeven aan een vazal. Deze bleef ze traditioneel dan ook uitbaten.

## Gefeodaliseerde kerkelijke rechten
In sommige heerlijkheden waren er zekere voorrechten overgenomen die in principe aan de kerk toebehoorden. Zo kon een heer over het collatierecht beschikken of kon een tiende een feodaal goed geworden zijn. Ook had de heer soms inspraak bij de benoeming van een priester, bijvoorbeeld omdat de parochiekerk zijn eigen kerk was (dat wil zeggen ooit opgericht door een voormalig bezitter van de heerlijkheid). Reeds tijdens de Hoge Middeleeuwen gaf dit aanleiding tot disputen met de kerkelijke overheid (usurpatie). Ook als gevolg van de Reformatie leidde de bemoeienis van een heer bij de keuze van een predikant tot hevige spanningen tussen hem en zijn onderdanen, met name in plaatsen waar de heer een ander geloof was toegedaan dan de meerderheid van de kerkgangers.

## Financieel instrument en statussymbool
Door het geleidelijk wegvallen van de militaire verplichtingen die aan een leen verbonden waren, werd het bezit van een heerlijkheid vanaf de 16e-17e eeuw meer en meer een financieel instrument en tegelijk ook een statussymbool. Aan een heerlijkheid waren veelal uitgestrekte pachtvelden en dikwijls ook een burcht of kasteel verbonden. Daardoor was een heerlijkheid (als buitensteedse residentie) een aantrekkelijke investering voor succesvolle kooplieden en leden van het stadspatriciaat. Met de aanschaf konden ze zich tegelijk een pseudo-adellijk profiel aanmeten.
In de Zuidelijke Nederlanden werd het financieel karakter van een heerlijkheid nog geaccentueerd door het Koninklijk Edict van 8 mei 1664. Een adellijke titel werd vanaf dan slechts verleend mits een minimumbedrag aan inkomsten werd behaald uit leengoederen en afgedragen aan de vorst:
- voor een baronie: 6000 gulden;
- voor een graafschap of markizaat: 12.000 gulden;
- voor een hertogdom of een prinsdom: 24.000 gulden.

In deze tijd ontstaat dan ook een nieuwe sociale orde, die gebaseerd was op de rijkdom van de titeldragers, maar ook tot doel had de financiële stabiliteit van de voornaamste heerlijkheden te garanderen.

## Ridderschap
Binnen de adel vormde het bezit van heerlijkheden het leeuwendeel van het bezit van een bepaalde familie. Veel edelen waren sterk aangewezen op het bezit van heerlijkheden, die voor hen een machtsbasis, inkomstenbron en statussymbool vormden. Omdat edelen hun familienaam veelal aan een heerlijkheid ontleenden (denk aan namen als 'Van Wassenaer'), was de heerlijkheid dus ook belangrijk voor het prestige van de familie.
In het gewest Holland was naast adellijke status het bezit van een heerlijkheid ook een voorwaarde voor toetreding tot de Ridderschap, een exclusief adellijk college dat geacht werd het platteland te vertegenwoordigen in de Staten van Holland. Een zetel in de Ridderschap gaf toegang tot allerlei financieel interessante erebaantjes en betrekkingen. Om deze reden 'verzamelden' edelen heerlijkheden, zodat ook hun zonen in staat zouden zijn zitting te nemen in de Ridderschap.

## Afschaffing van de heerlijkheden
De heerlijkheden werden in de Nederlanden opgeheven na de Bataafse Revolutie van 1795. In de Noordelijke Nederlanden werden ze nogmaals afgeschaft bij de Staatsregeling van 1798. 
Voor Belgische grondgebied verdwenen de complexe heerlijke gezagseenheden met de Franse Revolutie. In de plaats kwam een uniforme structuur met departementen, kantons en gemeenten. De nieuwe lokale besturen ontleenden hun gezag enkel nog aan de centrale overheid. 
Enkele heerlijke rechten als het jachtrecht en visrecht werden in 1814 door het soeverein vorstendom der Verenigde Nederlanden onder voorwaarden hersteld als zakelijk recht. Ook het benoemingsrecht werd hersteld; volledig voor de functies nachtwaker, turfsteker en schipper, en afgezwakt tot voordrachtsrecht voor schout (inmiddels ook burgemeester genoemd), secretaris en ontvanger van de gemeente.
Het overgrote deel van de nog bestaande rechten, met name de bevoegdheid om plaatselijke bestuurders (mee) aan te duiden, verdween met de Belgische Grondwet van 1831 en met de herziene Nederlandse Grondwet van 1848. De meeste bestuurlijke functies gingen over op de gemeente en werden geregeld in de nieuwe gemeentewet. Met de afschaffing van de heerlijke rechten van voordracht en aanstelling tot openbare betrekkingen was ook de laatste bestuurlijke rest van heerlijkheid afgeschaft.
Enkele heerlijke rechten die in 1814 provisioneel als zakelijk recht hersteld zijn, bleven bestaan en bestaan mogelijk nog steeds. Het staat in ieder geval vast dat in 1978 op sommige plaatsen heerlijke rechten verhandeld werden en konden vererven. Het gaat dan om een vermogen waartoe naast enkele nog bestaande heerlijke rechten ook niet-heerlijke rechten behoren, vaak in combinatie met enige ooit tot de oorspronkelijke heerlijkheid behorende grond. Het veerrecht, visrecht, jachtrecht, weiderecht, voorpootrecht en recht van kerkgestoelte zijn voorbeelden daarvan.